# Compsobuthus seicherti
Compsobuthus seicherti – gatunek skorpiona z rodziny Buthidae.
Gatunek ten został opisany w 2003 roku przez Františka Kovaříka na podstawie pojedynczej samicy odłowionej w 1974 roku przez Václava Seicherta, którego to upamiętnia epitet gatunkowy.
Holotypowa samica ma 44,3 mm długości ciała, z których 5,1 przypada na karapaks, a 26,6 na zaodwłok. Szerokość karapaksu wynosi 5,9 mm. Ubarwienie ciała jest żółte z rozproszoną ciemną pigmentacją. Nogogłaszczki z siedmioma częściowo karbowanymi żeberkami na rzepce oraz 13 rzędami granulek na palcu ruchomym i 12 na palcu nieruchomym, które zawsze obejmują granulki zewnętrzne i wewnętrzne. Sześć początkowych tergitów mezosomy ma bardzo silne i ząbkowane żeberka boczne, natomiast tergit siódmy ma pięć żeberek, z których boczne są piłkowano-karbowane, a środkowe karbowane i widoczne tylko w proksymalnej połowie. Pierwszy człon zaodwłoka ma 10 żeberek, natomiast drugi ma ich 8, a żeberka wewnątrzśrodkowe zastąpione są z tyłu przez mniej niż 10 granulek. Spód członu czwartego odznacza się całkowitym brakiem granulek. Grzebień z 21 ząbkami.
Skorpion znany wyłącznie z lokalizacji typowej w sudańskiej prowincji Chartum.